# Chinamiris muehlenbeckiae
Chinamiris muehlenbeckiae är en insektsart som beskrevs av Woodward 1950. Chinamiris muehlenbeckiae ingår i släktet Chinamiris och familjen ängsskinnbaggar. Inga underarter finns listade i Catalogue of Life.